# Alnus lusitanica
Alnus lusitanica — вид квіткових рослин з родини березових. Поширення: Португалія, Іспанія.

## Біоморфологічна характеристика
Це дерево заввишки до 25 метрів.

## Середовище
Зростає на висотах від 60 до 1200 метрів. Вид зустрічається в часто затоплюваних ясеново-вільхових прибережних, просочуючих та водно-болотних лісах західного Середземномор'я. Більшість субпопуляцій поширені у вологому та теплому кліматі в широкому діапазоні висот з опадами, зосередженими в зимовий сезон.

## Використання
Використання Alnus lusitanica може бути подібним до Alnus glutinosa. Хоча деревина вільхи зазвичай недостатньо міцна для важкого будівництва, її традиційно використовують у м'яких конструкціях та ремеслах. Деревина Alnus також дає високоякісне деревне вугілля, і її використовують як паливо для місцевого опалення. Її часто використовують для ландшафтного дизайну, боротьби з повенями, стабілізації берегів річок та функціонування річкових екосистем. Її можна використовувати для покращення родючості ґрунту, використовуючи її здатність фіксувати азот.